# Comperiella pia
Comperiella pia är en stekelart som först beskrevs av Girault 1915.  Comperiella pia ingår i släktet Comperiella och familjen sköldlussteklar. Inga underarter finns listade i Catalogue of Life.